# 阿普利亞斯泰申 (紐約州)
阿普利亞斯泰申（英語：Apulia Station）是位於美國紐約州奧農達加縣的非建制地區。

## 歷史
阿普利亞斯泰申的郵局自1898年營運至今。

## 地理
阿普利亞斯泰申所處的海拔為高於海平面379米（即1243英呎），而該地所採用的時區為UTC-5，即北美东部时区（EST）。同時該地設有夏令時間，為UTC-5調快一小時，即UTC-4（EDT）。